# Sherlock Holmes: The Awakened
Sherlock Holmes - The Awakened, conosciuto semplicemente anche come Awakened 2023, è un videogioco di avventura e giallo della serie videoludica Sherlock Holmes sviluppata dalla compagnia ucraina Frogwares; Remake del ben più famoso Sherlock Holmes: Il risveglio della divinità del 2006/2008 e seguito del precedente reboot della saga Sherlock Holmes - Chapter One. Uscito in tutto il mondo su Nintendo Switch, Xbox One, Xbox Series X/S, Playstation 4, Playstation 5 e Microsoft Windows l'11 aprile 2023 tramite distribuzione digitale; precedentemente annunciato a Giugno 2022 e affiancato da una proficua campagna Kickstarter che ne ha permesso lo sviluppo in tempi brevi e una distribuzione localizzata, ha ottenuto fin da subito giudizi generalmente positivi dalla stampa specializzata.

## Trama
La trama segue gli eventi del gioco originale del 2008 ma ne modifica in parte gli eventi per focalizzare la perdita di sanità mentale (elemento persistente nei prodotti a tema Lovecraft) sul protagonista Sherlock Holmes e per inserirlo narrativamente come seguito diretto di Chapter One: quindi non andremo a vestire i panni di un investigatore maturo e temprato ma di un giovane apprendista al suo primo vero caso, accompagnato dal fedele dottor Watson che ancora riserva qualche dubbio verso di lui.
1894, il giovane Sherlock Holmes viene immischiato in un caso di misteriose sparizioni che lo vede al centro del mirino di un gruppo di cultisti votato a venerare la divinità Lovecraftiana Cthulhu, le sue indagini lo porteranno in giro per il globo alla ricerca della risoluzione di questo enigma paranormale, finendo per combattere non solo i loschi individui coinvolti ma anche la sua stessa mente ancora non pronta ad affrontare tale pericolo.

## Modalità di gioco
A differenza del capitolo precedente, il gioco non possiede un sistema Open World esplorativo ma torna ad un free-roaming estremamente circoscritto più incline alla serie d'appartenenza, vengono mantenute però le piccole novità investigative introdotte nella serie dal reboot; il gioco sfrutta, come consueto nei titoli Frogwares, i modelli 3D e il motore grafico dell'ultima distribuzione commerciale (in questo caso Chapter One) come anche parte del codice sorgente. Il sistema di gioco è rimasto pressoché invariato: si concentra infatti nella raccolta di indizi e oggetti, sviluppo di deduzioni e completamento di mini giochi per le azioni più complesse; fin dal capitolo Crimes and Punishments è stato inserito un sistema di palazzo mentale dove è possibile giungere a diverse conclusioni, ricostruire eventi e determinare i possibili colpevoli, sistema che nell'originale del 2008 non era presente ma che viene qui implementato e aggiornato. Particolarità negative, dovute ad un riutilizzo approssimativo del codice originale del 2008 e della situazione non favorevole della nazione al momento dello sviluppo, sono quelle di avere un percorso estremamente pilotato, con la quasi impossibilità di sbagliare una deduzione o uscire fuori dal percorso narrativo, e un doppiaggio estremamente approssimativo e poco convincente.